# (2625) Jack London
(2625) Jack London est un astéroïde de la ceinture principale.

## Description
(2625) Jack London est un astéroïde de la ceinture principale. Il fut découvert par Nikolaï Tchernykh le 2 mai 1976 à Nauchnyj. Il présente une orbite caractérisée par un demi-grand axe de 2,195 UA, une excentricité de 0,141 et une inclinaison de 4,46° par rapport à l'écliptique.
Il fut nommé en hommage à l'écrivain américain Jack London (1876-1916).

## Compléments